# Aat de Roos
Agathon „Aat“ de Roos (* 15. April 1919 in Bloemendaal; † 17. März 1992 in Perth, Australien) war ein niederländischer Hockeyspieler, der bei den Olympischen Spielen 1936 die Bronzemedaille erhielt.

## Sportliche Karriere
Aat de Roos war Stürmer beim HC Bloemendaal. Er bestritt 18 Länderspiele für die niederländische Nationalmannschaft, in denen er 16 Tore erzielte.
Aat de Roos debütierte bei den Olympischen Spielen im Nationalteam und wirkte in vier von fünf Spielen mit. Die Niederländer gewannen ihre Vorrundengruppe. Dabei bezwangen sie unter anderem die Franzosen mit 3:1, wobei Aat de Roos in diesem Spiel sein erstes Länderspieltor schoss. Nach einer 0:3 Halbfinalniederlage gegen die deutsche Mannschaft trafen die Niederländer im Kampf um den dritten Platz erneut auf die Franzosen und siegten mit 4:3.
Seine erfolgreichste Zeit in der niederländischen Mannschaft waren die Jahre 1938 und 1939, als er in sechs Länderspielen elf Tore erzielte, darunter vier beim 5:1 über Frankreich im April 1938. Seine beiden letzten Länderspiele bestritt Aat de Roos nach dem Zweiten Weltkrieg. Im Mai 1946 erzielte er bei seinem letzten Auftritt im Nationaltrikot ein Tor beim 2:1 gegen Belgien.